# Immoeast
Immoeast este o companie de dezvoltare imobiliară din Austria.
Este deținută în proporție de 54,6% de grupul austriac Immofinanz.
Ambele grupuri au fost înființate de Constantia Privatbank.
Immoeast deține 25% din acțiunile grupului de dezvoltare imobiliară Adama Holding Public Ltd. care are programate investiții în România evaluate la 600 milioane de euro.
În anul 2008, acțiunile Immofinanz s-au depreciat cu 93%, în contextul în care criza financiară a afectat companiile imobiliare din toată lumea.

## Immoeast în România
În anul 2015, România era a treia cea mai importantă piață pentru Immofinanz, după Austria și Rusia.
Valoarea proprietăților pe care grupul le deținea la nivel local se ridicau la 957 milioane euro, cu o pondere de 14% în portofoliul global al fondului.
Immoeast deține 80% din centrul comercial Gold Plaza, finalizat în noiembrie 2010, în Baia Mare și a preluat integral mall-ul Polus Center Cluj, dezvoltat și administrat de TriGranit.
Pe segmentul de birouri, deține Global Business Center, o clădire peste 13.000 mp și parcul de afaceri S-Park, cu o suprafață de 45.000 mp, ambele în București.
În anul 2007, Immoeast a cumpărat parcul de afaceri S-Park din nordul Bucureștiului, cu o suprafață închiriabilă de 34.000 de metri pătrați, în urma unei tranzacții de 104,5 milioane de euro.
În iulie 2007, Immofinanz a preluat centrul comercial Armonia Arad pentru suma de 78 milioane de euro.
În martie 2008, Immoeast a preluat portofoliul imobiliar al companiei cu acționariat israelian Long Bridge, care includea și platformele industriale Rocar și Ventilatorul.
În octombrie 2008, Immoeast deținea pe piața românească proprietăți evaluate la peste 1,4 miliarde de euro.
În aprilie 2009, Immoeast avea în România 72 de proprietăți și active în valoare de 750 milioane euro, adică 13% din totalul de active deținute de companie.
În anul 2010, Immoeast a plătit circa 15 milioane de euro pentru 75% din Euromall Galați și 10% din West Gate Center Craiova.
În iunie 2010, Immoeast a preluat și Polus Center Constanța.
În iunie 2011, Immofinanz era pe piața locală cel mai mare proprietar de birouri din București, cu un portofoliu de aproape 200.000 mp, și un jucător de top pe piața mallurilor, cu patru proiecte operaționale în portofoliu.
În martie 2012, Immofinanz deținea cinci malluri: Polus Cluj, Armonia Arad, Euromall Pitești, Gold Plaza Baia Mare și Maritimo Constanța.